# Эсперанто в массовой культуре
Эсперанто в массовой культуре — упоминания языка эсперанто и эсперанто-культуры в кино, литературе, музыке и прочих популярных формах культуры.

## Фильмы
- Великий диктатор (англ. The Great Dictator, 1940). Некоторые вывески на домах в еврейском гетто написаны на эсперанто.[1]
- Ночь на Галактической железной дороге  (яп. 銀河鉄道の夜 Ginga Tetsudō no Yoru, 1985). Фильм полон эсперанто: на эсперанто написаны все надписи в школе, вывески в городе и на галактических станциях, в издательстве, где работает Джованни; название каждого эпизода истории дается как на японском, так и на эсперанто.
- В фильме Блэйд 3: Троица (англ. Blade: Trinity, 2004) некоторые билборды и плакаты выполнены на языке эсперанто. Так же, в одной из сцен, Крис Кристофферсон говорит на эсперанто с продавцом газет, что является отсылкой на фильм Инкубус, снятый полностью на этом языке.
- Восторг идиота (англ. Idiot's Delight, 1939), местные жители разговаривают на эсперанто чтобы определить глупцов..
- В фильме Дорога в Сингапур (англ. Road to Singapore, 1940), эсперанто используется как один из языков народов островов Тихого океана.
- Леди из тропиков (англ. Lady of the Tropics, 1939)
- в фильме Гаттака (Gattaca, 1997) важные объявления произносят на эсперанто.
- В телесериале Казароза (фильм) (2005), снятому по одноимённому роману Леонида Юзефовича, в нескольких сценах актёры используют эсперанто как основной язык.
- Красный карлик (телесериал) (англ. Red dwarf, 1988-99). Знаки на космическом языке используют эсперанто наряду с обычным английским.
- Некоторые знаки и постеры в фильме Уличный боец (англ. Street Fighter, 1994) написаны на эсперанто .
- Приключения мультяшек: Как я провёл каникулы (англ. Tiny Toon Adventures: How I Spent My Vacation, 1991)

Бастер Банни: Вот видишь, Бэбс. Я говорил тебе музыка — это всемирный язык!

Бэбс Банни: О, я думала, что это эсперанто!

Оригинальный текст (англ.)Buster Bunny: You see Babs, I told you music was the universal language!
Babs Bunny: And here I thought it was Esperanto!

- RahXephon. Организация носит название TERRA. TERRA — это акроним для «Tereno Empireo Rapidmova Reakcii Armeo», что в переводе с эсперанто значит «Армия быстрого реагирования Земной Империи».

## Музыка
- Американский композитор и эсперантист Лу Харрисон[англ.], который объединил стили и инструменты разных мировых культур в своей музыке, некоторые названия и тексты своих работ записывал на эсперанто.
- Описание альбома Элвиса Костелло и группы The Attractions «Blood & Chocolate» записано на английском и эсперанто[7].
- Симфония № 1 американского композитора Дэвида Гейнса[англ.] подписана как «Эсперанто», в которой также партия меццо-сопрано исполнена на эсперанто.

## Прочие
- Эсперанто встречается в фольклоре. Существует следующий анекдот:

Девушку, претендующую на место секретаря директора фирмы, спрашивают:

— Вы владеете французским и испанским языками?

— Свободно!

— А эсперанто?

— Ещё лучше — я прожила в этой стране шесть лет!

### Кино
- (англ.)Эсперанто и Кино